# ایپکاکوانا
ایپکاکوانا (نام علمی: Carapichea ipecacuanha) یک گونه گیاه گلدار از تیره (زیست‌شناسی) روناسیان است.